# ソーレン・クラーク＝ヤコブセン
ソーレン・クラーク＝ヤコブセン（Søren Kragh-Jacobsen, 1947年3月2日 - ）はデンマーク・コペンハーゲン出身の映画監督・脚本家。

## 略歴
チェコのプラハの映画学校で学び、デンマークに帰国してテレビ界からそのキャリアをスタートさせた。監督デビューは1978年。1998年のドラマ『ミフネ』は高い評価をされ、ベルリン国際映画祭審査員グランプリを受賞。
近年はデンマークのテレビドラマなどを監督している。また、ミュージシャンでもある。

## 主な監督作品
- エマ Skyggen af Emma (1988)
- マイ・リトル・ガーデン The Island on Bird Street (1997)
- ミフネ Mifunes sidste sang (1998)